# 戴寶仙
戴寶仙 PC MP（1971年4月16日—），加拿大政治人物，2015年起以加拿大自由黨黨員身份擔任加拿大國會下議院議員，代表安大略省的多倫多─丹佛選區，2025年起在總理馬克·卡尼內閣中任職環境及氣候變遷部長。

## 生平
戴寶仙生於魁北克省蒙特婁，在當地一猶太家庭成長，於麥基爾大學修讀中東研究學，1994年從該校獲取文學士學位後到多倫多大學攻讀法律，1997年畢業。她曾於多倫多的羅渣士律師行（Rogers Partners LLP）執業13年，並曾任多倫多外判合約詢問會顧問，協助審察市政府外判程序。2011年她離開法律事業以便照顧兩名女兒，期間參與多項推廣和保護多倫多市內公園的社區活動，並獲頒發女王伊利沙伯二世鑽禧勳章。
2015年聯邦大選她代表加拿大自由黨競逐多倫多─丹佛選區議席，擊敗在該區尋求連任的新民主黨候選人施國亮晉身國會下議院。該區為多倫多市內相對左傾的議席之一，並曾由新民主黨已故黨魁林頓所代表。戴寶仙於2019年和2021年聯邦大選連任該區下議員，2019年至2021年間出任加拿大祖裔文化部長國會秘書，2021年至2025年3月間則任環境及氣候變遷部長和能源及自然資源部長國會秘書。
她於2025年聯邦大選連任，同年5月獲總理卡尼委入內閣，出任環境及氣候變遷部長。

## 外部連結
- （英文）戴寶仙 – 加拿大国会传记